# Rio Piraí (vattendrag i Brasilien, Santa Catarina)
Rio Piraí är ett vattendrag i Brasilien.   Det ligger i delstaten Santa Catarina, i den södra delen av landet, 1 200 km söder om huvudstaden Brasília.